# Chantada
Chantada – miasto w Hiszpanii w regionie Galicja w prowincji Lugo. Z Chantady pochodzi piłkarz klubu Granada CF Roberto Fernández Alvalleros oraz m.in. koszykarz Fran Vázquez.